# دانش‌آشتیانی
دانش‌آشتیانی می‌تواند به موارد زیر اشاره داشته باشد:
- فخرالدین احمدی دانش‌آشتیانی: وزیر آموزش و پرورش دولت یازدهم
- محمدحسین احمدی دانش‌آشتیانی : نماینده دوره اول مجلس شورای اسلامی حوزه انتخابیه مرکزی
- غلامرضا دانش آشتیانی:  نمایندهٔ مردم تفرش و آشتیان در مجلس شورای اسلامی

دانش آشتیانی به این مورد هم اشاره دارد 
شهیده محبوبه دانش اشتیانی